# Shab-e Yalda
Shab-e-Yalda, Shab-e Tcheleh, Yaldā ou Chella (en persan: شب یلدا / شب چله) est une fête iranienne qui marque à la fois la plus longue nuit de l'année et les quarante premiers jours de l'hiver,. En persan, shab signifie « nuit » et Yalda « naissance », « Yalda » étant un nom syriaque renvoyant à l’arrivée dans l’Empire sassanide des chrétiens persécutés par l’Empire romain.

## Coutumes et traditions

### Calendrier
La fête de Yalda est l’une des quatre grandes fêtes du calendrier persan. Elle célèbre le solstice d’hiver. Elle se déroule le 21 décembre, et est célébrée tous les ans le dernier jour du mois d'Azar. Elle est le passage du mois d'Azar au mois de Dey, symbolisant la création.
Il est à noter que le nouvel an persan (Norouz) est fêté le premier jour du printemps, c'est-à-dire à l'équinoxe de printemps, qui est aux alentours du 21 mars du calendrier grégorien.

### Origine
Cette fête célèbre la naissance de Mithra, dieu zoroastrien du feu et du soleil, symbole de l’amour Mehr et du pardon. Elle a été transformée en culte païen dès son arrivée en Europe à Rome en en prenant un visage masculin. Après la date de la fête, les nuits se mettent à raccourcir, les jours s'allongent de plus en plus et la clarté l'emporte sur l'obscurité de la nuit.
Les Iraniens ont, dès le début, célébré cette veille de Shab-e-Yalda en savourant du « shab-chéré », ainsi que des noix (symbole de bonne année) et des fruits à chair rouge, comme la grenade et la pastèque : le rouge représente le feu, symbole du soleil qui éclaire la Terre. Ils font ensuite des vœux pour la nouvelle année et pour dire adieu à l'automne. Le moment le plus important de cette fête est la lecture du Divan-e-Hafez, le Divân du fameux poète Hâfez (حافظ). Chacun fait donc un vœu sans le révéler, ouvre le livre au hasard puis lit le poème à voix haute. Tous les invités aident le lecteur à interpréter le texte. Ce poème, sorte de prédiction, guide durant l’année à venir.
Yaldâ s’est imposée dans le temps comme une célébration nationale, illustrant le soutien de la population iranienne aux plus démunis. La particularité de Yaldâ est son origine zoroastrienne, qui ne l’empêche cependant pas d’avoir une place majeure dans un pays aujourd'hui majoritairement chiite. Les traditions historiques conservent leur importance, comme l’illustrent aussi Nowruz ou les hommages à Cyrus le Grand. De même, Yaldâ est un symbole d’appartenance régionale à une histoire commune. En effet, cette fête est célébrée dans d’autres pays d’Asie centrale, comme l’Afghanistan, l’Ouzbékistan, le Tadjikistan, le Turkménistan et des États du Caucase (l’Arménie et l’Azerbaïdjan). Il faut ajouter que Yalda, Mithra ou Mehr sont des prénoms féminins et sont à la base des divinités iraniennes.
Les Chrétiens ont repris cette coutume pour célébrer la naissance de Jésus. Quand des Chrétiens persécutés dans l’empire romain se sont réfugiés en Iran, il est possible qu’ils aient fait passer le terme de Yaldâ dans le langage populaire iranien. Dans la religion zoroastrienne, la fête ne célébrait pas le même évènement mythique, mais était aussi liée à la victoire de la lumière sur les ténèbres. Le dernier jour du mois de Azar est le plus court de l’année, quand les forces d’Ahriman (Dieu du mal et des Ténèbres) sont à leur point culminant. Le premier jour du mois de Dey, appelé Khoram rouz (le jour du soleil), appartient à Ahura Mazda, le Dieu créateur. Durant les premiers jours de Dey, les iraniens antiques célébraient le festival de Deygân en l’honneur du Dieu Ahura Mazda et à cette occasion étaient aussi faites des prières à Mithra. Ces fêtes sont ainsi restées célèbres en Iran sous le nom de Čella au cours de la période islamique.
De plus, la religion zoroastrienne perd de son importance en Iran après l’invasion de l’empire Sassanide par les musulmans au VIIe siècle. Malgré tout, la fête de la nuit de Yalda est toujours très largement célébrée de nos jours. L’évènement a perdu sa valeur religieuse au fil des siècles et est devenu une occasion sociale permettant de se retrouver en famille ou entre amis. La télévision officielle et la radio de la république islamique offrent des programmes spéciaux à cette occasion, même si ce jour n’est pas officiellement férié.

## Racine des noms et autres mots
(décembre 2021).
Le mot « Yalda » est dérivé du mot syriaque  ܝܠܕܐ signifie accouchement et Shab-e Cheleh, qui est synonyme avec la nuit de Yalda, c'est pourquoi les quarante premiers jours de l'hiver sont appelés « Cheleh-e Bozorg » et les vingt jours suivants sont appelés « Cheleh-e-Kuchak » dans le reste des œuvres, à partir du premier jour de janvier, intitulé Est également mentionné. Dans l'édition Massoudi Law du British Museum à Londres, « Khoora Rooz » est enregistré, bien que dans d'autres sources il soit appelé « Khoram Rooz ».
Il existe deux périodes clés dans l'année solaire qui font l'objet de célébrations populaires, l'une au début de l'été (fin juin et juillet) et l'autre au début de l'hiver (fin décembre). Chacune est constituée de deux parties, de quarante et vingt jours. Le mot "tchelleh" est ainsi dérivé de "tchehel" (quarante) et signifie « quarantaine ».
Shab-e Yalda était également célébré à l'époque achéménide comme le jour anniversaire de Mandana, épouse de Cambyse I et mère de Cyrus le Grand.

## Histoire
(décembre 2021).
La « Nuit de Yalda », qui est considérée comme l'une des nuits saintes de l'Iran ancien, est officiellement entrée dans le calendrier officiel des anciens Iraniens à partir de 502 avant J.-C., sous le règne de Darius I. Les peuples de l'Antiquité, dont le rythme de vie était basé sur le rythme des saisons et de l'agriculture avaient pour habitude du célébrer le passage des saisons et des évènements naturels tout au long de l'année. Leurs journées de travail et leurs activités étaient dépendantes des rythmes naturels : rotation du soleil, changement de saisons, brièveté du jour et de la nuit, direction, mouvement et position des étoiles.
Ils ont remarqué qu'en certains jours et saisons, les journées étaient très longues et, par conséquent, à cette époque, ils pouvaient profiter de plus de lumière et de soleil. La croyance est née que la lumière et l'éclat du soleil symbole étaient bons et agréables, et qu'ils se battaient contre l'obscurité de la nuit. Les peuples Indo-Européens  désignèrent les jours les plus courts comme les derniers jours de l'automne et la première nuit de l'hiver. Par la suite, les jours s'allongent progressivement et les nuits raccourcissent. Ils y virent la nuit de la naissance du soleil (Mehr) et en firent le début de l'hiver. Le Noël chrétien est enraciné dans la même croyance,. Dans l'ancienne culture Avesta, l'année commençait par une saison froide, et dans l'Avesta, le mot "Sareda" qui exprime le concept d'"année", signifie également "froid", et cela signifie la bonne nouvelle de la victoire Ormazd sur le diable et de la lumière sur les ténèbres.
Dans conclusive argument le mot suivant "Yalda" est indiqué comme suit :
« Yalda est la première nuit de l'hiver et la dernière nuit de l'automne, qui est la première sérieuse et la dernière arc, et c'est la nuit la plus longue de toute l'année, et cette nuit-là ou près de cette nuit-là, le soleil le livre à la tour Jedi et ils disent que cette nuit est très malchanceuse et malchanceuse et certains ont dit que la 11ème nuit de Yalda est sérieuse. »
Les ténèbres étaient le représentant du diable, et parce que la nuit la plus longue de l'année, les ténèbres diaboliques sont plus, cette nuit a été malchanceuse pour les Iraniens, et quand elle est arrivée, ils ont allumé des feux pour détruire les ténèbres et le diable et les agents maléfiques , et le peuple se rassembla et passa la nuit avec Ils mangeaient, buvaient, se réjouissaient, dansaient, parlaient et lisaient, quel que soit le fruit fraîchement assaisonné qu'on gardait, et les fruits secs posés sur la table. Le dîner de Yalda s'appelait « Myazd » et comprenait des fruits frais et secs, ainsi que des noix ou les soi-disant zoroastriens, « Lork » qui était l'un des accessoires de cette célébration et de cette fête, en l'honneur des caractéristiques de « Ormazd » et « Mehr » ou le soleil. Tels que cheminées, parfumeurs, mangeur, mangeur, etc., assaisonnements et produits alimentaires de saison et divers aliments, la nourriture sacrée telle que la « table » était également incluse.
La nuit de Yalda est également connue comme la nuit de la naissance du dieu soleil, de la justice, de l'alliance et de la guerre. À propos de ces deux grands récits sont communs. Premièrement, en cette nuit de Mehr, Mitra ou comme mentionné dans Avesta et les écrits des rois achéménides, Mithra revient dans le monde. Lui, qui est l'un des anciens dieux indo-iraniens, prolonge les heures du jour et par conséquent la suprématie du soleil apparaît.
La religion Mehr est basée sur le culte de Mithra dans la religion pré-zoroastrienne, et en Europe on l'appelle aussi mithraïsme.
Certains érudits croient également qu'un prophète est né la nuit de Yalda : « En l'an 51 du royaume parthe, qui coïncide avec 196 apr. J.-C., un prophète est né la nuit de Yalda.  Il est sorti de l'eau par deux  dauphins, car selon le rituel de Mehr, l'eau avait une importance particulière. »
Dans les deux versions, la nuit de Yalda est la nuit de la naissance du phoque (expliquer cette histoire de phoque vs 2 dauphins antérieurement évoqués), et c'est un vestige des rituels d'amour qui sont répandus dans la Méditerranée orientale, et ses traces peuvent être vues, y compris dans les temples du phoque restants dans Palmyre en Jordanie actuelle.
« Yaldā/Chella » est inscrit sur la liste représentative du patrimoine culturel immatériel de l'humanité par l'UNESCO en 2022.

## La similitude de Yalda avec les célébrations des autres tribus
(décembre 2021).
La célébration de la Révolution d'hiver était également courante parmi les autres tribus anciennes. Dans la Rome antique, et en même temps que la propagation du christianisme, le culte du dieu romain Sol Invictus (le soleil invincible) était très répandu, et les Romains célébrèrent sa naissance lors de la Révolution d'Hiver. Sol Invictus a également joué un rôle particulier dans le mithraïsme romain, et même Mithra (l'équivalent grec de l'ancien dieu persan Mithra) était appelé le soleil invincible.
Les érudits pensent que le christianisme occidental doit son cadre principal pour établir cette religion aux religions pré-chrétiennes, y compris le mithraïsme, et, par exemple, le calendrier de l'église, de nombreux vestiges de rites et de cérémonies pré-chrétiennes. Le christianisme en particulier [Noël] et Noël comme un mélange des célébrations des Saturnales et de la naissance de Mithra dans la Rome antique au IVe siècle apr. J.-C. avec l'officialisation du christianisme et l'ordre de Constantine à Le titre était considéré comme l'anniversaire officiel du Christ. Pendant le développement des religions razuri en Europe et dans les territoires sous l'Empire romain, et avant la conversion au christianisme, les Romains célébraient chaque année le 17 décembre Le nom « Saturnalia » a été utilisé pour honorer la planète Saturne, l'ancien dieu de l'agriculture. La célébration a duré sept jours et comprenait la révolution d'hiver. Parce que les Romains utilisaient le calendrier julien dans leurs calculs, le jour du solstice d'hiver était approximativement le 25 décembre, au lieu du 21 ou 22 décembre.
Franz Common, archéologue belge et fondateur du mithraïsme moderne, et d'autres mithraïstes aux vues similaires considèrent que les concepts du mithraïsme romain sont entièrement dérivés de la religion de Mazdisna et du dieu persan Mithra, mais cette idée a été fortement critiquée depuis les années 1970. et est maintenant devenu l'une des questions les plus controversées dans l'étude des religions dans le monde romain et la Grèce antique,. L'anniversaire de Mithra n'est pas la seule religion qui se convertit au christianisme a fait. Il existe de nombreuses similitudes entre les traditions chrétiennes et le mithraïsme. Aujourd'hui, tous les chrétiens qui célèbrent la naissance de Jésus-Christ gardent toujours leurs cheminées et leurs bougies allumées le jour de Noël, décorent l'arbre de Noël de petites lumières, vivent la nuit et mangent des repas spéciaux. Ils se rendent visite et célèbrent cette occasion avec leurs amis et leurs proches. Tout comme la tradition que les anciens Iraniens tenaient la nuit de Yalda. Noël et Yalda ne sont que quelques exemples des nombreuses croyances, coutumes, symboles, histoires et légendes qui unissent les peuples de différentes nations et religions.

## Galerie

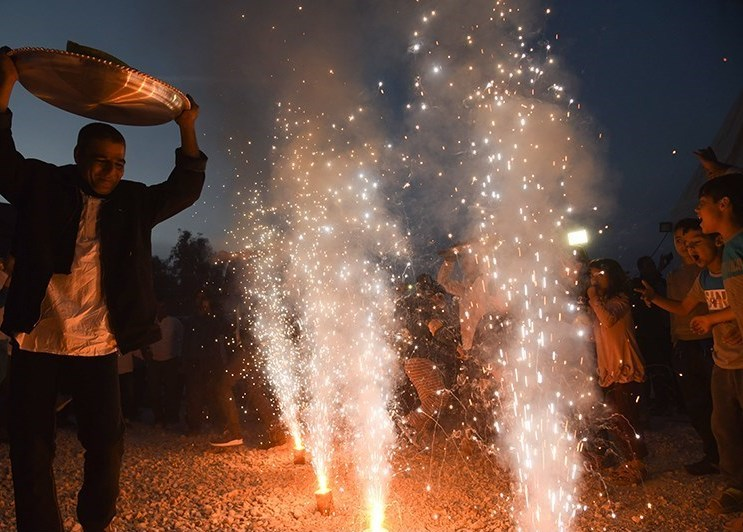
Nuit de Yalda à Sarpol-e Zahab en 2017
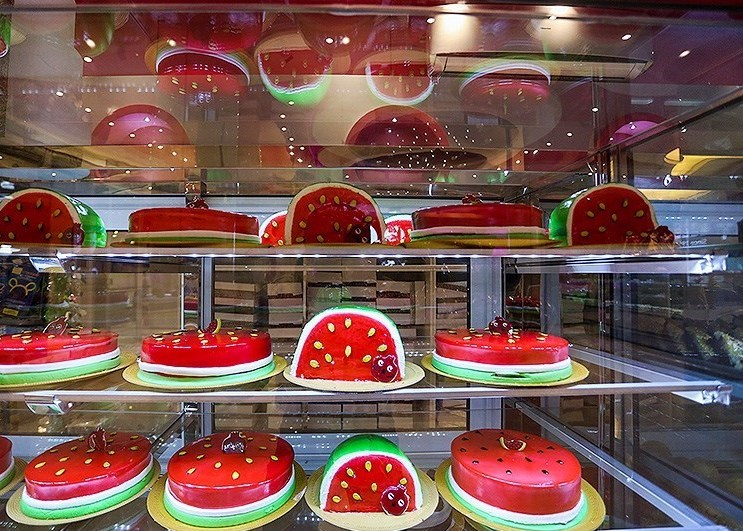
Gâteaux de Yalda à Isfahan
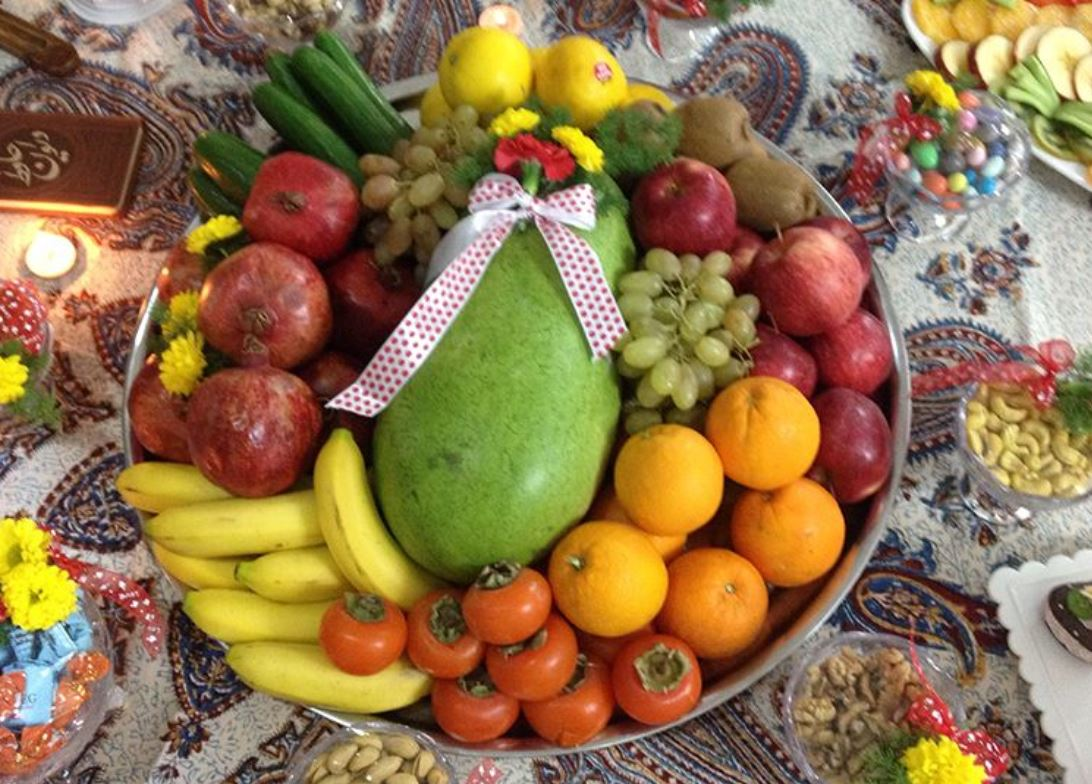
Plateau de fruits pour la nuit de Yalda
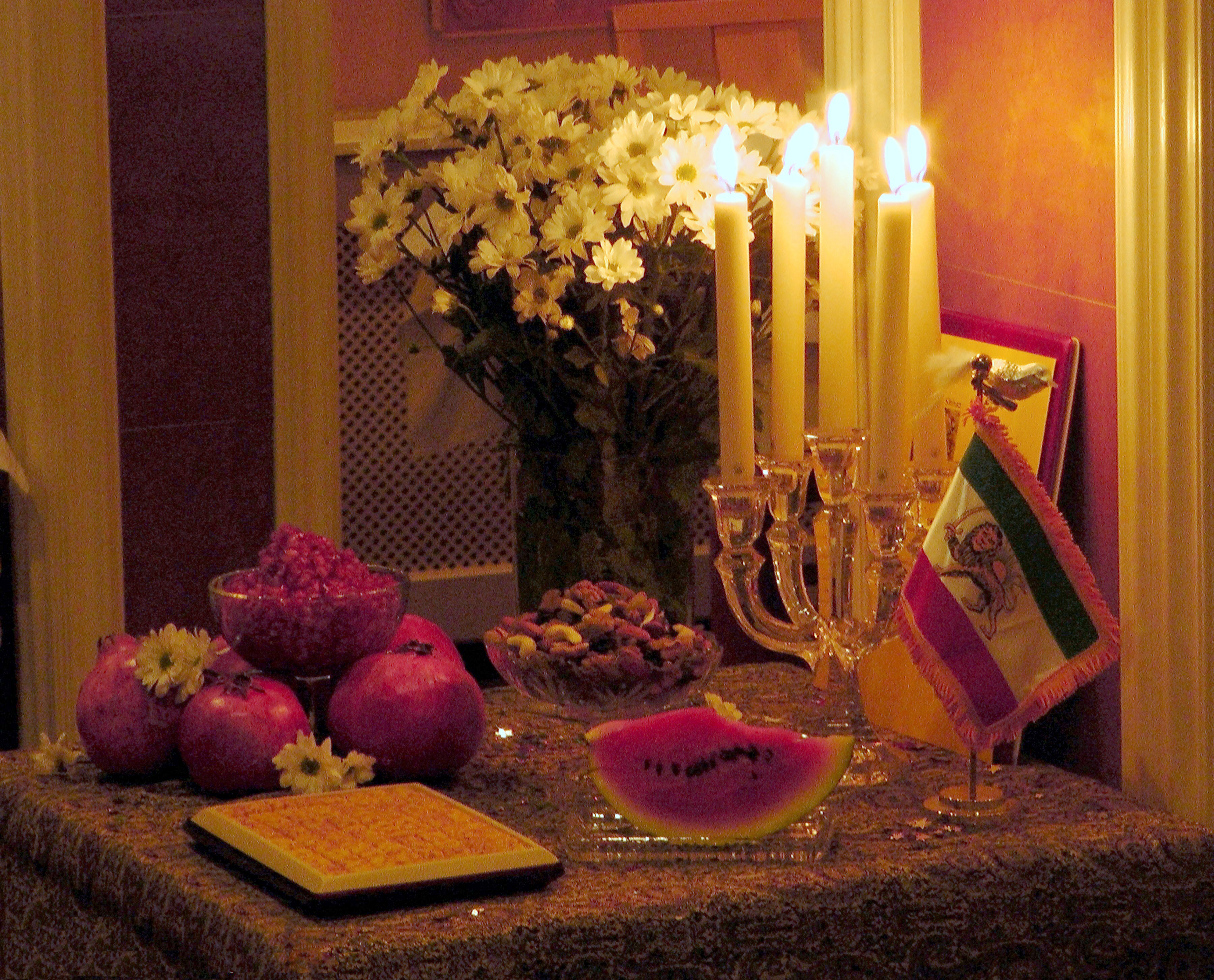
Table de Yalda avec la traditionnelle pastèque